# Battisford
Battisford är en by och en civil parish i Mid Suffolk i Suffolk i England. Orten har 482 invånare (2001). Den har en kyrka.